# Теплопроект
«ТЕПЛОПРОЕКТ» — научно-исследовательская организация, занимающаяся проектированием и стандартизацией промышленных труб, печного хозяйства, теплоизоляции и т. п. В советское время институт имел филиал в г. Свердловск, а также ряд других филиалов и отделов.

## История

### Советская эпоха
30 октября 1954 года вышел приказ Министерстве строительства предприятий металлургической и химической промышленности СССР об основании Всесоюзного научно-исследовательского и проектного института (ВНИПИ) «Теплопроект». Институт был создан на основе уже существовавших в то время проектной конторы «Термопроект» и проектного управления. Через 4 года из треста «Тепломонтаж» для института «Теплопроект» была выделена Проектно-конструкторская контора. В дальнейшем институт передали в Министерство монтажных и специальных строительных работ СССР, в ведении которого он находился вплоть до 1990-х годов. К концу 80-х годов численность сотрудников ВНИПИ достигала 2170 человек. В состав учреждения в те времена входили:
- Научно экспериментальный центр:
Апрелевский опытный завод теплоизоляционных материалов.
Апрелевский испытательный центр ВНИПИ «Теплопроект».

- Филиалы в Апрелевке[2], Ленинграде[3], Свердловске[1] и Новокузнецке.
- Отделы в Харькове, Минске, Волгограде и Краснодаре.

По документации института возведены трубы в Болгарии, Турции, Иране, Индии, Китае, Ираке, на Кубе. Железобетонная дымовая труба высотой 420 метров, построенная в 1988 году на Экибастузской ГРЭС-2 по проекту «Теплопроекта», занесена в книгу рекордов Гиннеса.

### Настоящее время
После распада СССР, в 1994 году институт был акционирован и преобразован в ОАО «ТЕПЛОПРОЕКТ». Согласно Постановлению Госстроя РФ от 28 августа 1997 года, компания выполняет головные функции Госстроя РФ по научным исследованиям и стандартизации в области:
- Теплоизоляционных материалов и технологий их производства.
- Тепловой изоляции оборудования, трубопроводов и строительных конструкций.
- Пламенных нагревательных, термических печей и сушил.
- Промышленных дымовых и вентиляционных труб высотой до 420 м.